# Turismo urbano

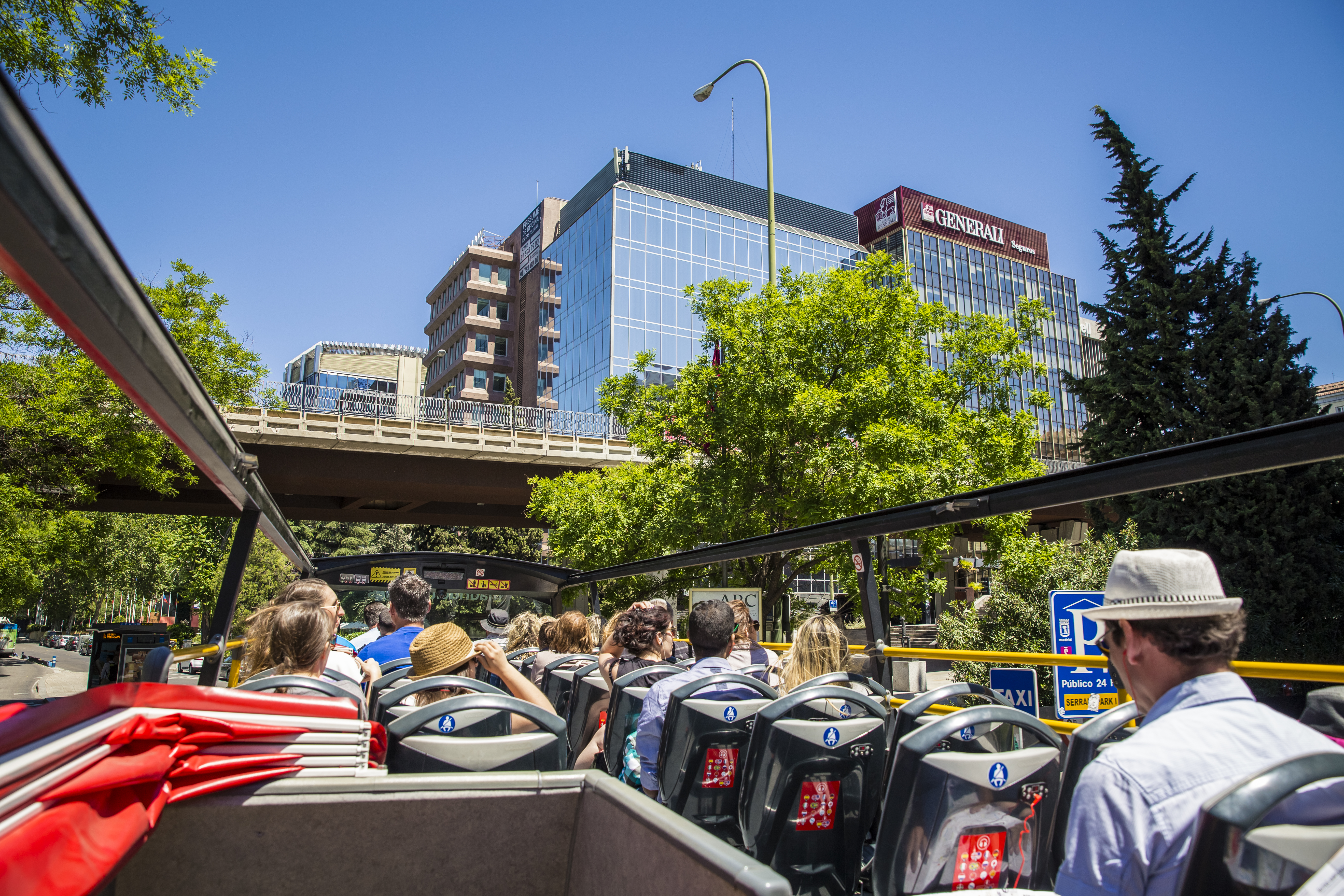
Turistas en Madrid (España) en un tour por la ciudad en autobús

El turismo urbano o turismo de ciudad es una modalidad de turismo que se realiza al interior de las zonas urbanas, especialmente en las grandes ciudades de cada país.

## Características
En contraposición al turismo rural, los turistas urbanos son aquellos que están en la búsqueda de los atractivos que le ofrece la ciudad: visitas a edificaciones de todo tipo (museos, rascacielos, templos religiosos, monumentos, etc.), la asistencia a eventos masivos con alta concurrencia de personas (conciertos, festivales, desfiles, convenciones, exposiciones, etc) y la oferta de la vida nocturna para el esparcimiento, encontrándose estrechamente vinculado al turismo cultural. El turismo urbano también contempla la naturaleza al interior de los parques urbanos y otros tipos de áreas verdes dentro de los límites de una ciudad. Asimismo, existe también un tipo de turismo urbano que se desarrolla en paralelo al turismo de compras, donde personas de localidades más pequeñas, de las zonas rurales o incluso de países limítrofes cercanos a las zonas fronterizas, acuden a los centros comerciales de las áreas metropolitanas más cercanas. Las visitas tendrían a una determinada ciudad se moverían, normalmente, en duraciones de uno a tres días.

## Oferta turística
Las agencias de viajes ofrecen a sus clientes paquetes especiales para aprovechar al máximo la visita a una ciudad o un tour por varias ciudades de un país o incluso de un continente en específico. Una de las opciones más conocidas es el "Euroviaje" (o Eurotrip en inglés), que permite en una cierta cantidad de días o semanas, visitar los destinos urbanos más concurridos de Europa, que, por lo general, se encuentran en las capitales o ciudades más pobladas de cada país. Se pueden encontrar guías turísticos especializados y que hablan en diferentes idiomas, quienes hacen  city tours por los diferentes atractivos turísticos que tiene cada ciudad.

## Ciudades más visitadas del mundo
La agencia británica Euromonitor International publica anualmente un listado con las ciudades que reciben la mayor cantidad de turistas (nacionales e internacionales). Por su parte, la Organización Mundial del Turismo elabora un reporte periódico detallado sobre la situación global del turismo en las ciudades.